# Quận của Hoa Kỳ

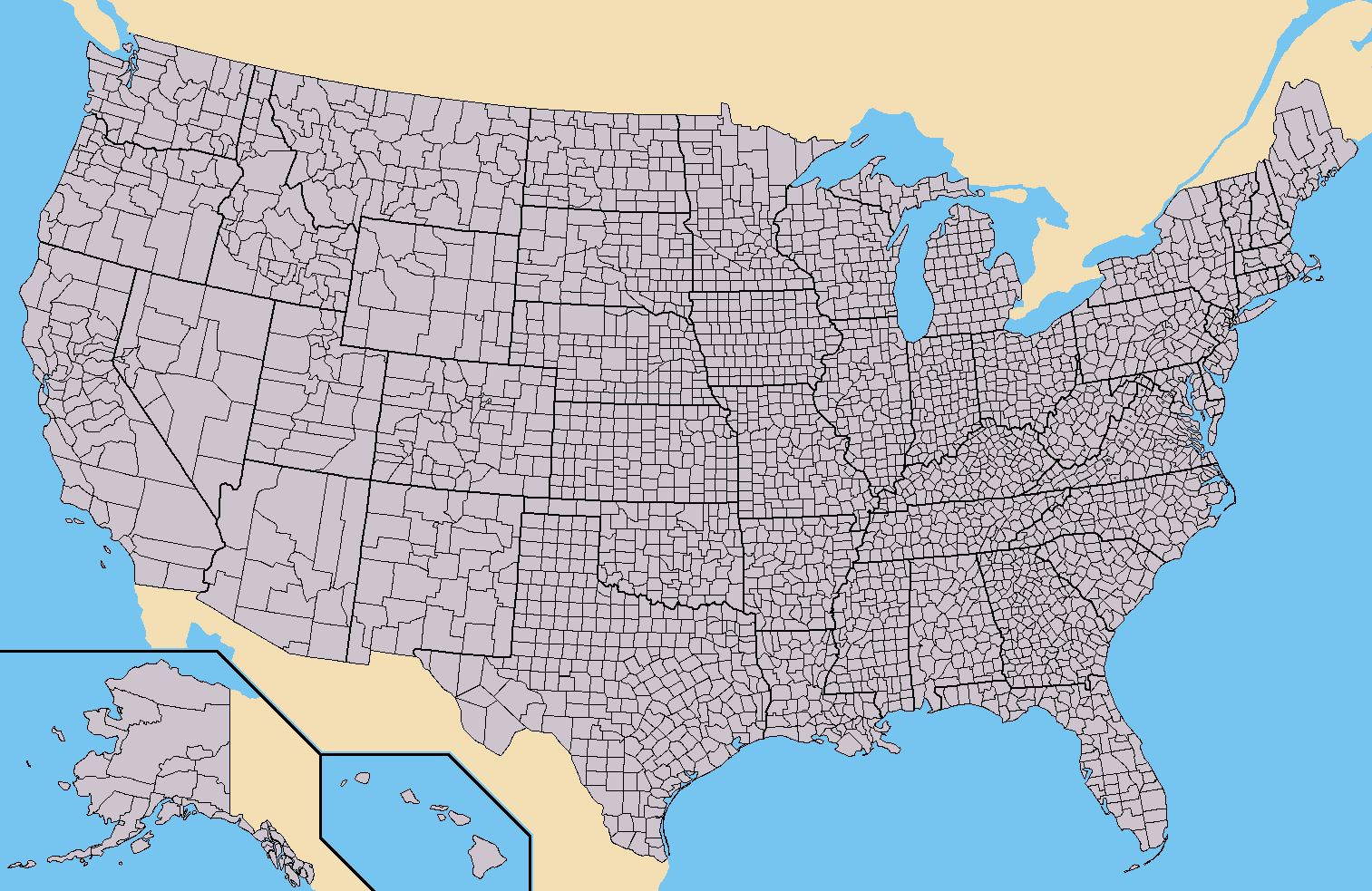
Bản đồ Hoa Kỳ cho thấy các tiểu bang Hoa Kỳ được chia thành các quận.

Ở Hoa Kỳ, quận hay hạt (tiếng Anh: county) là một cấp chính quyền địa phương nhỏ hơn một tiểu bang Hoa Kỳ và thông thường lớn hơn một thành phố hoặc thị trấn tại Hoa Kỳ hay vùng lãnh thổ của Hoa Kỳ. Từ county, ngày xưa có nghĩa "đất của bá tước" ở châu Âu, được dùng tại 48 trong 50 tiểu bang để chỉ quận trong khi Louisiana dùng từ parish ("giáo xứ") và Alaska dùng từ borough. Cộng chung tất cả, có 3.077 quận tại Hoa Kỳ, trung bình là 62 quận mỗi tiểu bang. Tiểu bang có ít quận nhất là Delaware (3 quận), và tiểu bang có nhiều quận nhất là Texas (254 quận). Tại nhiều tiểu bang, các quận được chia thành những thị trấn (townships hoặc towns) và có thể gồm có những đô thị tự quản, độc lập khác. Nơi làm trung tâm hành chánh và có tòa án của một quận được gọi là county seat hay tiếng Việt gọi là quận lỵ.
Cục Điều tra Dân số Hoa Kỳ liệt kê 3.141 quận hay đơn vị hành chánh tương đương quận. Quyền hành của chính quyền quận mỗi nơi thì khác nhau từ tiểu bang này sang tiểu bang khác, cũng như mối quan hệ giữa các chính quyền quận và chính quyền các khu đô thị tự quản cũng có nhiều khác nhau.

## Quận
Thuật từ tương đương quận để chỉ hai loại phân cấp hành chánh mà khác biệt với loại quận được thấy ở đa số các tiểu bang:
- Những Khu điều tra dân số Alaska: Đa số phần đất của Alaska mà không thuộc bất cứ 16 quận nào của Alaska. Khu vực bao la này không có chính quyền địa phương. Nó lớn hơn Pháp và Đức cộng lại, được chính quyền tiểu bang Alaska gọi là "Quận chưa tổ chức" (Unorganized Borough) và nằm bên ngoài các khu đô thị tự quản. Cục điều tra dân số Hoa Kỳ cùng hợp tác với chính quyền tiểu bang Alaska đã chia quận chưa được tổ chức này thành 11 khu điều tra dân số dành cho mục đích thống kê.
- Các thành phố độc lập: Đây là các thành phố theo pháp lý không thuộc một quận nào trong một tiểu bang. Cho đến năm 2004, có tất cả là 42 thành phố như vậy tại Hoa Kỳ: Baltimore, Maryland, Carson City, Nevada, St. Louis, Missouri và tất cả 39 thành phố tại Virginia nơi mà bất cứ một khu đô thị tự quản nào tổ chức thành một thành phố (trừ thị trấn) thì theo luật sẽ được tách rời khỏi bất cứ quận nào mà nó nằm trong đó.

## Thành phố và quận
Nói chung thì các thành phố chiếm một khu vực nhỏ hơn quận mà bao gồm chúng. Tuy nhiên, cũng có một số ngoại lệ với luật này:
- Một thành phố có thể có phần lãnh thổ bằng với một quận mà chứa nó, mặc dù cả hai đều có chính quyền riêng biệt. Đây là trường hợp gần đúng của thành phố Jacksonville, Florida. Thành phố đã hợp nhất tất cả Quận Duval trừ bốn thành phố ngoại ô nhỏ hơn.
- Một thành phố và quận chứa nó có thể nhập lại để hình thành một quận-thành phố thống nhất (consolidated city-county) mà được xem như một thành phố và một quận dưới luật tiểu bang. Các ví dụ gồm có Denver, Colorado và San Francisco, California. Tương tự, một số quận của Alaska đã nhập với các thành phố chính của nó để tạo ra các quận-thành phố thống nhất (unified city-boroughs). Điều này đưa đến kết quả là một số thành phố của Alaska được xếp vào trong các thành phố có diện tích địa lý lớn nhất trên thế giới.
- Một thành phố có thể kéo dài địa giới của nó qua một quận khác. Ví dụ như Atlanta, Georgia, Columbus, Ohio, Kansas City, Missouri, Houston, Texas, và Oklahoma City, Oklahoma. Thành phố Dallas, Texas nằm trong 5 quận (một phần của thành phố nằm trong mỗi quận. Giống như vậy, Thành phố New York nằm trong năm quận nhưng đặc biệt hơn vì năm quận này chứa chỉ một mình Thành phố New York.

## Thống kê
Theo Cục Điều tra Dân số Hoa Kỳ năm 2000, lãnh thổ trung bình của 3.077 quận Hoa Kỳ là 1.611 km² (622 dặm vuông), chỉ bằng 2 phần 3 quận nghi lễ của Anh, và chỉ hơn 1/4 một ít lãnh thổ trung bình của một tỉnh (Département) của Pháp. Tuy nhiên, con số này có sự khác biệt giữa miền đông và miền tây Hoa Kỳ. Vùng đất của các quận ở miền tây Hoa Kỳ thì lớn hơn nhiều so với vùng đất các quận ở miền đông Hoa Kỳ. Ví dụ, vùng đất trung bình của các quận tại Georgia là 888 km² (343 dặm vuông) trong khi ở Utah là 6.286 km² (2.427 dặm vuông)
Khu tương đương quận có tổng diện tích lớn nhất là Khu Điều tra Dân số Yukon-Koyukuk, Alaska với 147.843 dặm vuông (382.912 km²) trong khi quận lớn nhất là Quận North Slope, Alaska với 94.763 mi² (245.435 km²). Khu tương đương quận nhỏ nhất là Thành phố Độc lập Falls Church, Virginia với 2,0 dặm vuông (5 km²) trong khi quận nhỏ nhất là Quận Kalawao, Hawaii với 13 mi² (34 km²). Quận nhỏ nhất tự quản là Arlington, Virginia với 26 mi² (72 km²).
Theo Điều tra Dân số Hoa Kỳ năm 2000, có 16,7% các quận của Hoa Kỳ có hơn 100.000 cư dân. Điều này phản ảnh vẽ tự nhiên của các quận Hoa Kỳ chủ yếu là nông thôn. Phần đông dân chúng Hoa Kỳ sống tập trung trong một số ít quận. Quận đông dân số nhất là Quận Los Angeles, California với 10.226.506 cư dân tính đến năm 2005, và quận ít dân nhất là Quận Loving, Texas với chỉ 60 cư dân tính đến năm 2005.
Quận có mật độ dân số đông nhất là Quận New York, New York với 66.940 dân trên một dặm vuông tính đến năm 2000, và quận có mật độ dân số ít nhất là Quận Lake và Peninsula, Alaska với 0,0767 người trên một dặm vuông tính đến năm 2000. Vùng tương đương quận có mật độ dân số ít nhất là Khu Điều tra Dân số Yukon-Koyukuk, Alaska với 0,0449 người trên một dặm vuông tính đến năm 2000.

### Số quận mỗi tiểu bang
Danh sách dưới đây cũng bao gồm các khu tương đương quận. Các tiểu bang miền Nam và Trung Tây Hoa Kỳ thường có nhiều quận hơn các tiểu bang miền Tây và Đông Bắc Hoa Kỳ.
| - 254 - Texas - 159 - Georgia - 134 - Virginia - 120 - Kentucky - 115 - Missouri - 105 - Kansas - 102 - Illinois - 100 - Bắc Carolina - 99 - Iowa - 95 - Tennessee | - 93 - Nebraska - 92 - Indiana - 88 - Ohio - 87 - Minnesota - 83 - Michigan - 82 - Mississippi - 77 - Oklahoma - 75 - Arkansas - 72 - Wisconsin - 67 - Pennsylvania | - 67 - Florida - 67 - Alabama - 66 - Nam Dakota - 64 - Louisiana - 64 - Colorado - 62 - New York - 58 - California - 56 - Montana - 55 - Tây Virginia - 53 - Bắc Dakota | - 46 - Nam Carolina - 44 - Idaho - 39 - Washington - 36 - Oregon - 33 - New Mexico - 29 - Utah - 27 - Alaska - 24 - Maryland - 23 - Wyoming - 21 - New Jersey | - 17 - Nevada - 16 - Maine - 15 - Arizona - 14 - Vermont - 14 - Massachusetts - 10 - New Hampshire - 8 - Connecticut - 5 - Rhode Island - 5 - Hawaii - 3 - Delaware |